# Seveux-Motey
Seveux-Motey község Franciaország Burgundia-Franche-Comté régiójában, Haute-Saône megyében. Új községként 2019. január 1-jén jött létre Motey-sur-Saône és Seveux község egyesítésével. A korábbi községek egyesülésekor az új község lélekszáma 485 fő lett. Lakosainak száma 474 fő (2022. január 1.).

## Népesség
| Lakosok száma | 488  | 485  | 480  | 476  | 471  | 474  |
|               | 2017 | 2018 | 2019 | 2020 | 2021 | 2022 |